# Hermandad de Nuestro Padre Jesús del Perdón (Salamanca)
La hermandad de Nuestro Padre Jesús del Perdón es una cofradía religiosa de Salamanca. Su función principal es la redención de presos, ya sea mediante el pago de su fianza, si lo son por delitos menores, o a través de los indultos de Semana Santa que otorga el Consejo de Ministros cada año el Viernes de Dolores desde los tiempos del rey Carlos III. Sale en procesión en la Semana Santa salmantina, la tarde del Domingo de Ramos.

## Emblema
Cruz griega inscrita en un cuadrado, idéntica a la del anagrama de la Seráfica Hermandad, de cuyo travesaño cuelga una cadena con los eslabones de los extremos rotos, todo ello sobre fondo rojo.

## Historia

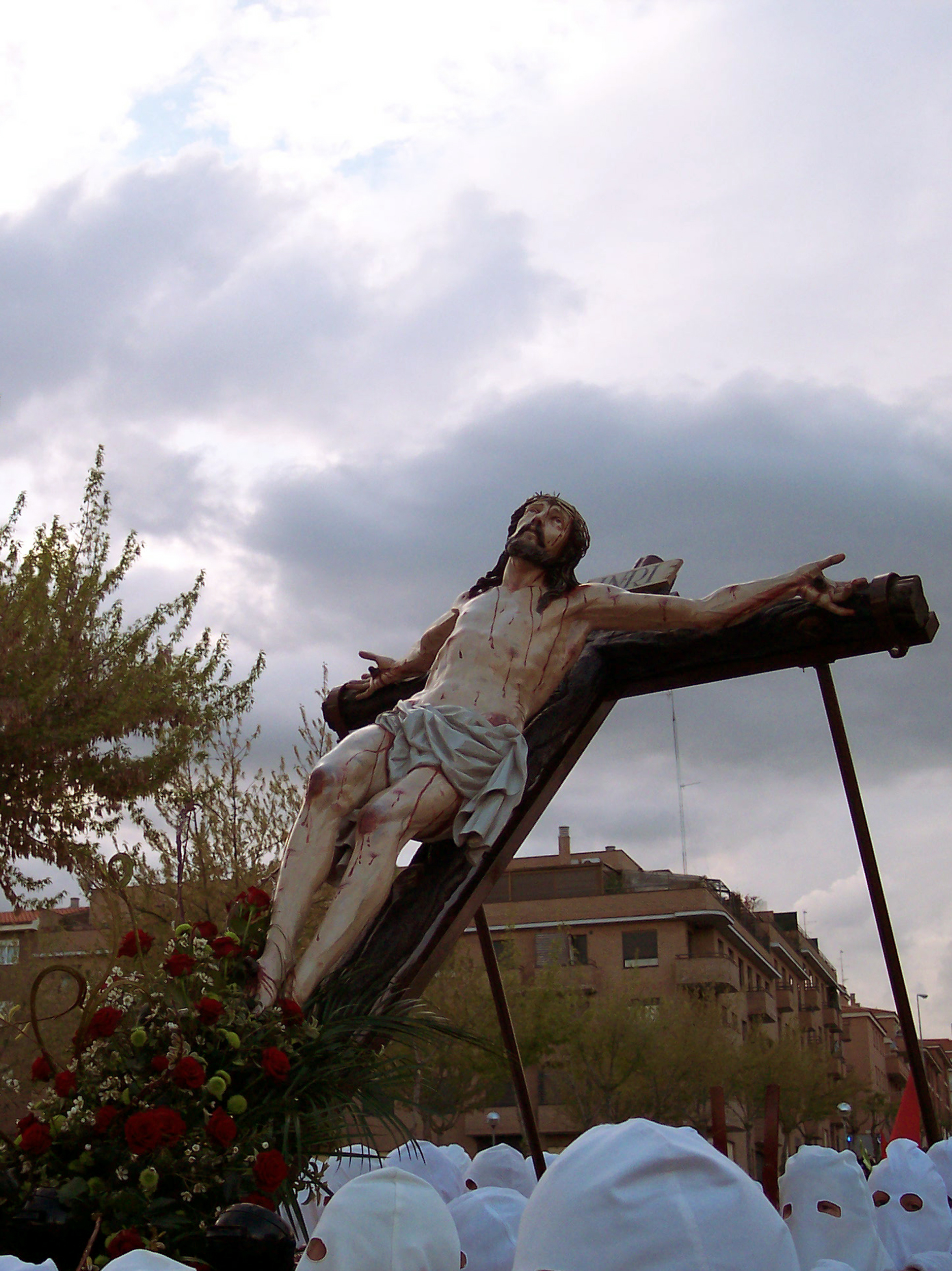
N. P. Jesús del Perdón

Se fundó por la Seráfica Hermandad el 8 de diciembre de 1944, como Hermandad Filial, para desfilar en la tarde del Domingo de Ramos con el Stmo. Cristo del Perdón, obra de Bernardo Pérez de Robles del siglo XVII, imagen de gran calidad artística. Su fin principal es la liberación de un preso de la cárcel provincial, mediante el pago de fianza o indulto, cumpliendo así los principios de la caridad y el perdón cristianos. Durante su historia ha asistido tanto a los presos liberados como a los reclusos, mediante el convite a comidas el Domingo de Ramos, o haciendo regalos a los hijos de los reclusos en Navidad.
En su primera etapa, desde su fundación hasta 1959, la procesión se iniciaba en el Convento de las Bernardas, situado en el paseo de Canalejas, al caer la tarde, y se alejaba del centro histórico de la ciudad, cosa novedosa en la época, para adentrarse en la prisión provincial, en el camino del Aldehuela, en cuyo interior se rezaba el Vía Crucis y se liberaba al preso.
En 1959, las monjas cistercienses cambiaron su residencia a un nuevo convento en el Camino de las Aguas, pero la nueva ubicación de la imagen, a gran altura, y la puerta del nuevo edificio, de reducidas dimensiones, dificultaba la salida de la procesión. Esto motivó el cambio de templo de salida al Convento de San Esteban a partir de ese mismo año y el encargo de una nueva imagen, inspirada parcialmente en la anterior a Damián Villar, que pasó a sustituir a la original en la procesión desde 1960 y quedó en el convento dominico, que a efectos prácticos se convirtió en la sede canónica de la hermandad.
La hermandad decreció en participación de hermanos en la década de 1960 hasta el extremo de dejar de desfilar en 1973. La imagen del Cristo de Damian Villar pasó a la Iglesia de las RR.MM. Úrsulas, para sustituir al Cristo de la Agonía, que en 1975 dejó de procesionar con la Seráfica Hermandad debido a su estado de conservación.
Su segunda etapa arrancó en 1986. Debido al auge que experimentó la Semana Santa en Salamanca, la Junta Directiva de la Seráfica Hermandad decidió recuperar esta procesión y revitalizar su hermandad filial, saliendo del nuevo Convento de las Bernardas con el Cristo de Pérez de Robles procesionando en plano inclinado en unas andas adecuadas para salir y entrar por la angosta puerta. Se incorporaron las mujeres como cofrades a la hermandad y se decidió apostar por vincular al barrio de la Prosperidad y a su Asociación Vecinal PRODESI en la nueva etapa de la cofradía.

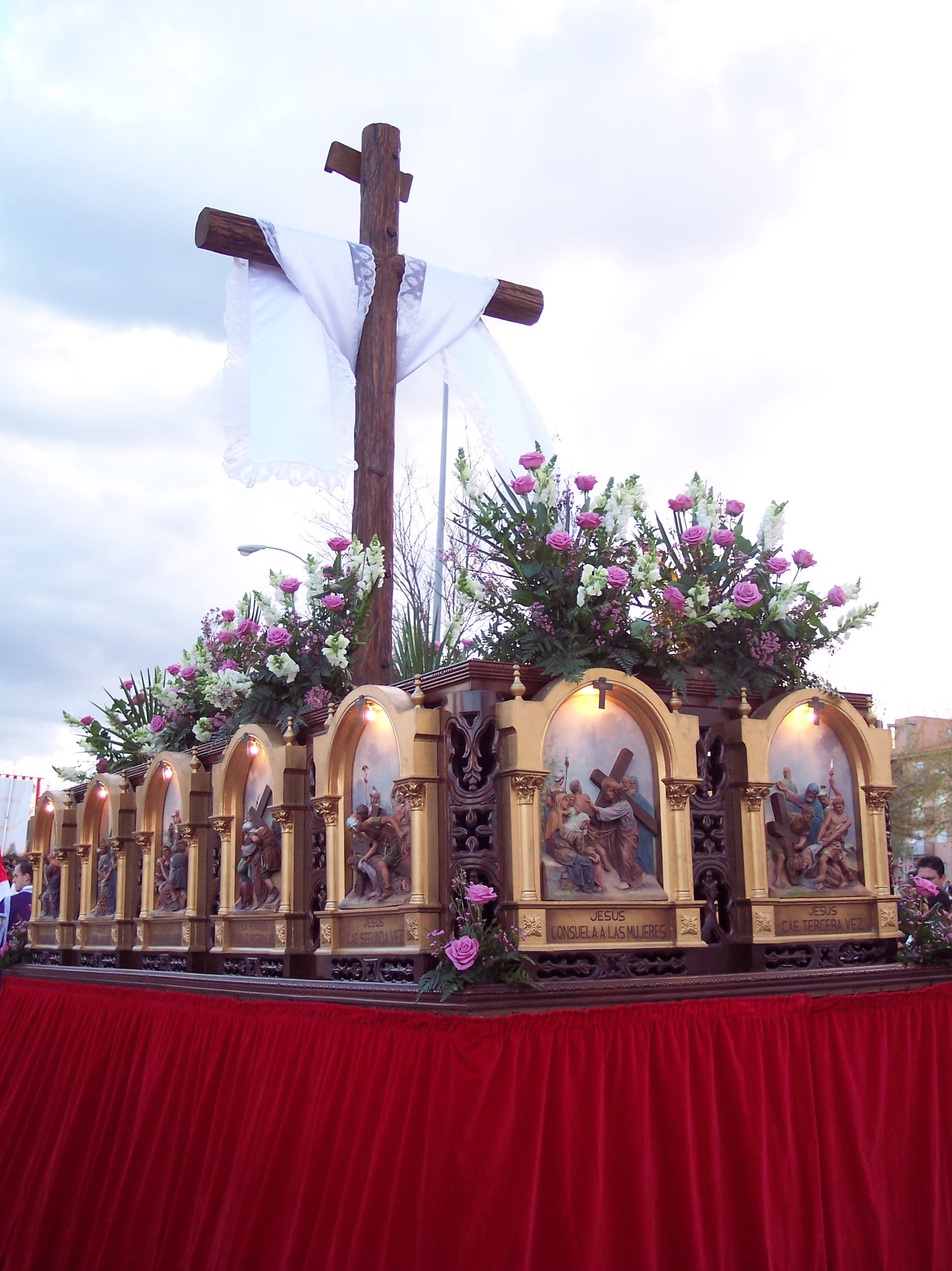
Antiguo paso del Camino del Calvario

En 1990 se estrenó el estandarte de la sección del Cristo, pintado al óleo por Alicia Nestares recoge el torso y rostro de Jesús del Perdón, en plano inclinado como desfilaba en ese momento, enmarcado en una cruz griega con catorce claveles bajo la imagen, representando las estaciones del Vía Crucis. Desde 1994, cuando se produjo el traslado de la prisión provincial al nuevo centro penitenciario de Topas, el preso era trasladado al Convento de las Bernardas cada Domingo de Ramos, donde era encadenado y se iniciaba la procesión realizando el acto penitencial y la liberación del preso en el monumento en honor de la hermandad erigido por el Ayuntamiento de Salamanca en el camino de la Aldehuela. También en 1994 se incluyó un segundo paso cargado por grupo de carga femenino, llamado Camino al Calvario. De carácter alegórico, representa la Cruz con sudario y en las andas muestra las Estaciones del Vía Crucis realizadas en barro provenientes de la parroquia del Carmen. Fue realizado 1994 por la Escuela Taller de Peñaranda de Bracamonte y reformado por Leopoldo García González en 2000 para reducir su peso.
José Vaz Cohen, Hermano Mayor entre 1999 y 2005 logró que el Consejo de Ministros indultase el Viernes de Dolores al preso que tradicionalmente libera la hermandad el Domingo de Ramos, antiguamente pagando la fianza. Si bien en ocasiones, como en 2008, no se consiguió el indulto solicitado. En 2003 se estrenó el estandarte de esta sección, pintado al óleo por Pilar Martin Seisdedos. En 2006 se fundó la Banda de Música Jesús del Perdón, disuelta pocos años después. En 2009 el Cristo recuperó la posición vertical al estrenar unas andas talladas en madera que se ajustaban al tamaño de la puerta del convento realizadas en por el tallista salmantino Miguel Ángel Encinas Pastor en sustitución de las parihuelas metálicas sobre las que procesionó en plano inclinado desde la recuperación del desfile en 1986. En 2019, con motivo del 75 aniversario de su fundación, la hermandad organizó un completo programa de actos religiosos y culturales.
En febrero de 2020 la imagen de Jesús del Perdón presidió el Viacrucis de la Junta de Cofradías, lo que supuso que fuera la última imagen en procesionar antes de la pandemia en sus traslados entre la iglesia de La Purísima y la Catedral Vieja. Tras la experiencia de desfilar por el centro de la ciudad en el Viacrucis de 2020, la hermandad buscó hacer más atractivo el recorrido de la procesión, estableciendo como templo de salida del desfile la Catedral, para dirigirse a la plaza de Colón, donde se realizará el acto del indulto junto a los Juzgados, y volver a su sede canónica, el Convento de las Bernardas.
En 2022 la hermandad incorporó la imagen de María Santísima de Gracia y Amparo, del imaginero hispalense Juan Manuel Montaño Fernández, que sustituye al anterior paso alegórico manteniendo la cruz en el conjunto.

## Pasos

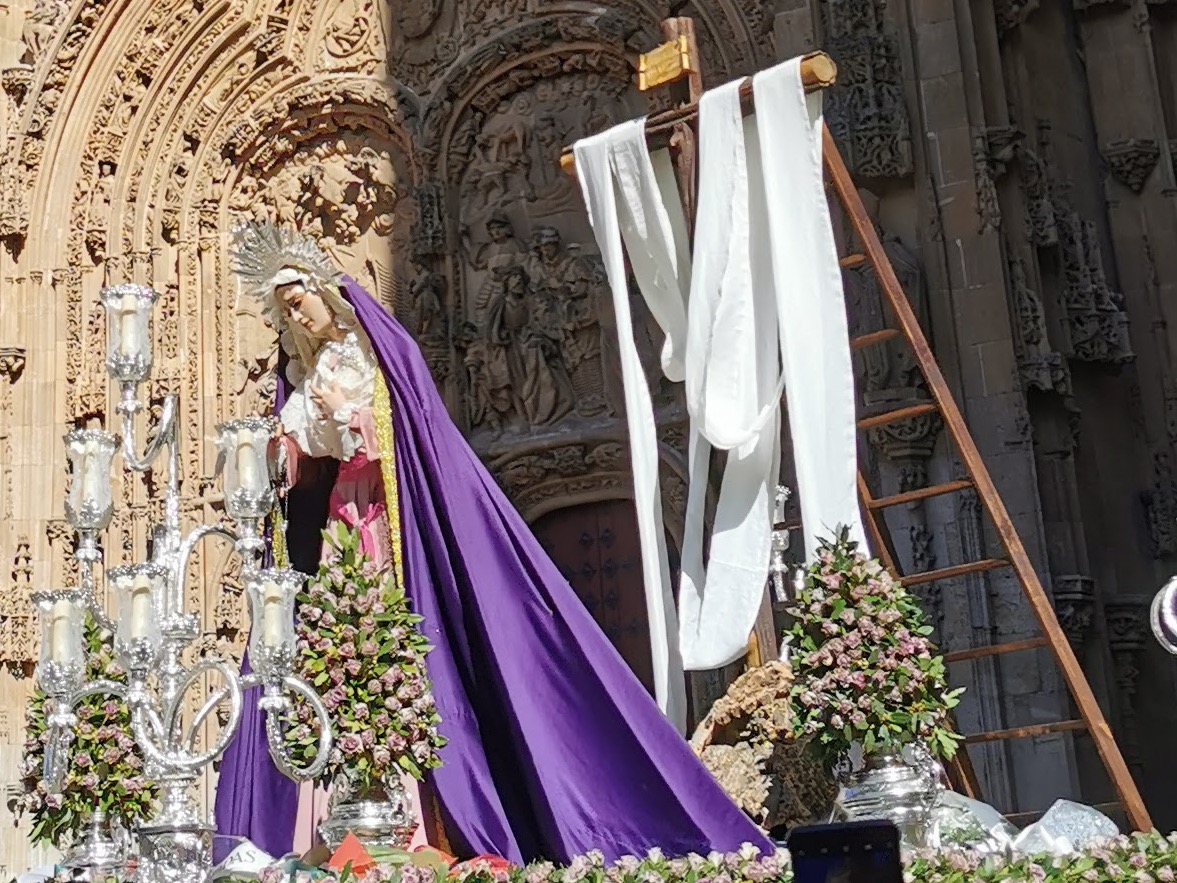
María Santísima de Gracia y Amparo

- Santísimo Cristo del Perdón: A pesar de no estar documentada, su autoría se atribuye a Bernardo Pérez de Robles escultor del siglo XVII. A mediados del siglo pasado se atribuyó a Martínez Montañés, al igual que el Cristo de la Agonía de la Capilla de la V.O.T de San Francisco, obra también de Pérez de Robles. Destaca por su calidad artística, lo detallado de su anatomía y su cuidada policromía. Representa a Cristo crucificado en el momento previo a su muerte, mirando hacia el cielo.[15] Desfila sobre las mismas andas del Stmo. Cristo de la Agonía de la Seráfica Hermandad, provenientes de la Hermandad de la Vera Cruz de Sanlúcar de Barrameda,[16] realizadas en 1998 en madera barnizada con diseño de Manuel Casado Ahumada y tallado por Mariano Ibáñez y Antonio Durán Mogrera.[17]
- María Santísima de Gracia y Amparo: Imagen de vestir tallada por Juan Manuel Montaño Fernández en 2022, que desfila a junto a la cruz con sudario del anterior paso Camino del Calvario.[14] Desfila sobre las andas de El Prendimiento de la Seráfica Hermandad.[18]

## Marchas dedicadas
- Misericordia en tu Perdón, de Raúl Martín Cruzado, 2022.[19]

## Hábito
Capa y túnica blancas, con botonadura roja esta última. Capirote rojo con el anagrama de la Hermandad, cíngulo también rojo y guantes blancos.